# Velika Ostrna
Velika Ostrna je naselje u gradu Dugo Selo. Smješteno je 4 km jugoistočno od Dugog Sela na prometnici Dugo Selo - Obedišće Ježevsko. 
Prvi puta se spominje 1642. godine kao Donja i Gornja Ostrna. U srednjem vijeku pripadala je Božjakovačkom vlastelinstvu. U naselju djeluje Dobrovoljno vatrogasno društvo koje je osnovano 1929. godine. U prošlom stoljeću je postojala i osnovna škola. U naselju je izgrađen pastoralni centar župe "Uzvišenja sv. Križa" Dugo Selo II.

## Stanovništo
Velika Ostrna se posljednjih nekoliko desetaka godina intenzivno naseljava, najviše posljeratnih godina Hrvatima iz Bosanske Posavine i Srednje Bosne. 
Po popisu stanovništva iz 2001. godine Velika Ostrna ima 1.043 stanovnika u 269 domaćinstava. 

Prema popisu stanovništva 2011. godine naselje je imalo 1.271 stanovnika.

Iako se Velika i Mala Ostrna u statistikama i u popisu naselja Republike Hrvatske navode kao samostalna naselja, oba naselja funkcioniraju kao jedno i nazivaju se samo Ostrna.
| broj stanovnika | 202   | 229   | 253   | 319   | 372   | 446   | 435   | 424   | 458   | 463   | 478   | 451   | 473   | 610   | 1043  | 1271  | 1136  |
|                 | 1857. | 1869. | 1880. | 1890. | 1900. | 1910. | 1921. | 1931. | 1948. | 1953. | 1961. | 1971. | 1981. | 1991. | 2001. | 2011. | 2021. |

## Vanjske poveznice
- Karta i vremenska prognoza  Arhivirana inačica izvorne stranice od 15. svibnja 2009. (Wayback Machine)